# Laophonte parvula
Laophonte parvula är en kräftdjursart som beskrevs av Sars 1908. Laophonte parvula ingår i släktet Laophonte och familjen Laophontidae. Arten är reproducerande i Sverige. Inga underarter finns listade i Catalogue of Life.